# 알타이르
알타이르(Altair) 또는 독수리자리 알파(α Aql / α Aquilae)는 독수리자리에서 가장 밝은 별이다. 밝기 기준으로 주계열성에서 준거성의 경계에 속해 있다. 하늘에서 가장 밝은 별 20여개 중 하나이며, 거리는 약 17광년으로 1등성 중에서 우리에게 가장 가깝다. 이 별은 독수리의 목에 해당하며, 데네브(백조자리), 베가(거문고자리)와 함께 여름 삼각형을 이룬다. 알타이르 양 옆에는 4등성인 독수리자리 베타(β)별(알샤인)과 3등성인 독수리자리 감마(γ)별(타라제드)이 있다.

## 명칭 및 문화적 특기사항

### 동양권
중국인들은 지금의 독수리자리 알파, 베타, 감마별을 별자리 우수에 딸린 하위 별자리인 하고(河鼓, 강의 북)로 불렀다. 여기서 알타이르는 하고의 두 번째 별이라는 의미로 하고이(河鼓二)로 불렸다. 조선 초기 출판된 천문학 서적 《천문류초》에는 이 별이 하고대성(河鼓大星)으로 기록되어 있다. 오늘날 중국, 일본, 한국 등 동양권 국가에는 이 별이 견우성(牽牛星)으로 알려져 있다. 하지만 이는 잘못된 것으로 실제 견우성은 우수에 자리잡고 있기는 하나 하고(河鼓)가 아니라 우(牛)에 속해 있으며, 따라서 다비흐가 원래의 견우성이라는 주장도 존재한다.
견우는 동아시아의 견우직녀 전설에서 유래한 명칭으로, 중국의 경우 우랑직녀(牛郎織女) 전설, 한국은 견우직녀(牽牛織女) 전설로 전설 이름과 내용이 약간 차이가 있다. 현대에는 전설상 견우를 알타이르에, 두 아들은 독수리자리 베타와 감마에 대입하고 있으며, 이들과 떨어져 있는 아내이자 두 아들의 어머니 직녀(織女) 사이를 은하수가 가르고 있다고 의미를 부여한다. 전설 속에서 둘은 일년에 단 한 번 칠월 칠석 때 까치들이 만들어 주는 다리 위에서 잠깐 동안만 만날 수 있다. 한국의 칠월칠석, 일본의 타나바타(七夕) 축제가 여기에 영향을 받았다. 일본에서는 견우를 히코보시(彦星, ひこぼし)로 부른다.

### 서구권
알타이르라는 이름은 중세부터 사용되어 왔다. 원래 이름은 아랍어로 '나는 독수리'라는 의미인 النسر الطائر(안-나스르 아트-타이르)에서 유래한 것이다. 아랍인들은 이 이름을 독수리자리의 가장 밝은 별 외에도 베타별, 감마별을 부르는 명칭으로 함께 사용했다. 뜻의 유래는 고대 바빌로니아 및 수메르 사람들이 알타이르를 '독수리 별'로 부른 것에서 연유한 것으로 보인다. 중세 아랍인들은 긴 이름 외에 약어 알타이르 표기를 함께 사용해 왔다.
알타이르는 독수리자리 베타와 독수리자리 감마와 함께, '독수리자리의 손잡이'로 종종 불려왔다. 알타이르는 여름의 대삼각형에서 꼭짓점에 해당하는 별이다.
점성학에서 알타이르는 '도마뱀이 가져다주는 위험함'을 암시하는, 불길한 징조의 상징이었다.

## 물리적 특징

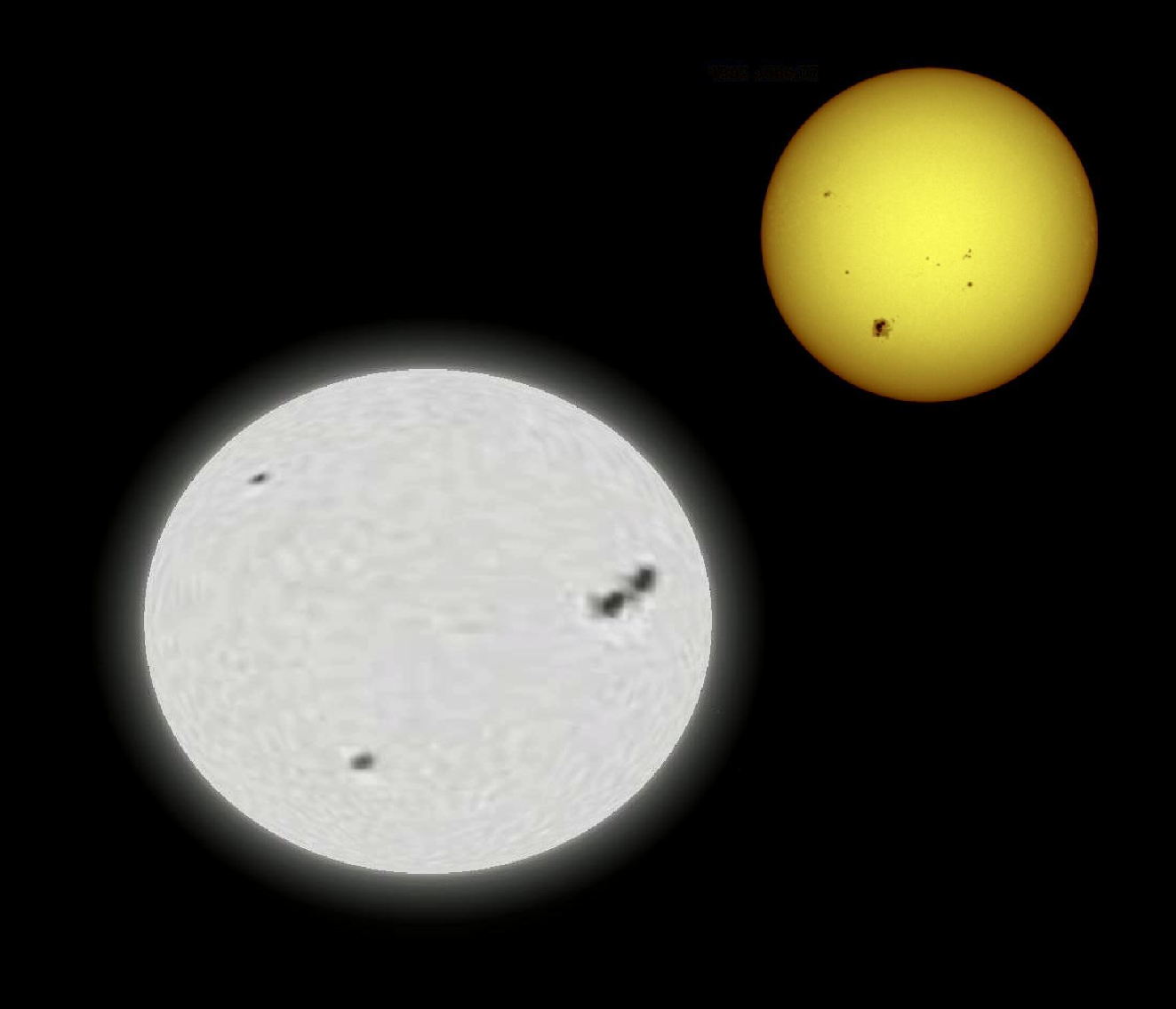
알타이르와 우리 태양의 크기를 비교한 것.

지구로부터 약 16.8광년(5.14파섹) 떨어져 있으며 맨눈으로 보이는 별들 중에서도 지구와 매우 가까운 곳에 있다. 겉보기 등급은 0.7등성으로 전체 별 중에서 열 두 번째로 밝은 별이다. 분광형은 A이며 주계열성으로 분류할 수 있고(준거성으로 분석한 자료들도 있다) 질량은 태양의 1.7배, 밝기는 11배 정도이다.
알타이르는 분광선의 폭을 조사한 결과 자전이 매우 빠른 것으로 밝혀졌다. 구체적인 자전 속도는 1 자전주기가 6시간 30분이다(다른 관측 자료에 의거하면 9시간 또는 10.4시간도 있다). 태양의 자전 주기가 25일에 1회임을 고려하면 이는 매우 빠른 속도이다. 빠른 자전 속도 때문에 알타이르는 적도 부분이 극보다 20퍼센트나 더 불룩하게 튀어나온 회전타원체 모양을 하게 되었다.
1999년 와이드필드 적외선 탐사기를 통한 위성 관측 결과 알타이르의 밝기는 수천분의 일 등급 수준으로 밝았다가 어두워지고 있는 것으로 밝혀졌다. 관측 결과에 따라 2005년 알타이르는 방패자리 델타형 변광성으로 분류되었다. 알타이르의 광도곡선은 여러 개의 사인 파동을 합쳐 놓은 것과 비슷한 모양을 보여준다. 파동의 간격은 0.8 ~ 1.5시간이다.

### 회전타원체
1960년대 R. 브라운 연구진이 간섭기로 알타이르의 시지름을 잰 결과 3밀리초각이 나왔다. 브라운은 알타이르가 자전 속도가 빨라 찌그러져 있다는 사실을 깨달았으나 이를 구체적으로 증명할 자료가 충분하지 않았다. 이후 1999년부터 2000년까지 팔로마 테스트베드 간섭계로 시지름을 다시 측정하여 알타이르가 납작하게 부풀어 있음을 확인했다. 이 관측 결과는 2001년 G. T. 벨 연구진 이름으로 2001년 출판되었다.
이론에 따르면 알타이르의 빠른 자전 때문에 별 적도 부분의 표면중력과 유효온도는 양극보다 낮고, 양극에 비해 밝기 또한 낮아지게 된다. 중력 감광 또는 폰 지펠 효과로 불리는 이 이론은 2001년 네이비 프로토타입 광학 간섭계를 이용하여 알타이르를 관측함으로써 입증되었으며, 2004년 오이시 연구진, 2006년 페터슨 연구진이 이 이론을 분석했다. 또한 2005년 A. 도미시아노 연구진은 팔로마 및 네이비 간섭계, 초대형 망원경 내 VINCI로 잰 새로운 측정값을 이용하여 중력 감광 현상이 일어남을 입증했다. 부풀은 것으로 비슷한 별은 베가가 있다.
알타이르는 원반 자체를 사진으로 촬영한 몇 안 되는 항성들 중 하나이다. 2006년부터 2007년 사이 J. D. 모니어 연구진은 CHARA 어레이 내 MIRC 관측기구를 이용하여 알타이르 표면의 적외선 사진을 찍었다. 이는 태양을 뺀 주계열성들 중 최초로 원반 표면 모습을 사진으로 찍은 업적으로 남게 되었다. 사진(오른쪽)은 2007년 공개되었다. 천구북극은 사진 위쪽 방향이며 동쪽은 사진의 왼쪽이다. 항성을 관통하는 흰 선은 알타이르의 자전축이다. 표면 위 검은 선들은 알타이르의 위도 및 경도를 개략적으로 표시한 것이다. 사진은 가색상(false-color)으로 밝고 표면 온도가 높은 부분은 흰색, 상대적으로 어둡고 차가운 부분은 푸른색으로 보인다. 그림을 통해 폰 지펠 효과를 확인할 수 있는데 극 부분은 흰색의 반점이 보이는 반면 적도 부분은 어두운 푸른색을 띠고 있음이 그 증거이다. 알타이르의 적도 반지름은 태양의 2.03배인데, 양극 반지름은 태양의 1.63배로 적도가 극보다 20퍼센트 더 부풀어 있음을 알 수 있다.

## 같이 보기
- 항성 목록
- 겉보기등급 순 항성 목록
- 가까운 밝은 별 목록
- 광도 순 항성 목록